# Gillian Coultard
Gillian Coultard, née le 22 juillet 1963 à Thorne (district métropolitain de Doncaster), est une footballeuse anglaise.

## Biographie

### Avec Doncaster Belle
Jouant pour Doncaster Belles, club qui domine le sport féminin dans les années 1980 et 1990, Gillian Coultard commence sur l'aile droite du milieu de terrain. Coultard est une joueuse endurante qui multiplie les courses sur toute la longueur du terrain, souvent comparée à Bryan Robson. Joueuse amateur, Gillian Coultard refuse des offres lucratives venant de Belgique, Italie et Suède pour rester fidèle au Belles. Elle devient capitaine et remporte deux titres de championne ainsi que six Coupes nationales. Vers la fin de sa carrière, elle déménage à une position de milieu de terrain défensif.

### En sélection
Repérée à l'âge de treize ans, Gillian Coultard est mise dans les sessions de formation nationale féminine. Elle fait ses débuts en équipe d'Angleterre à 18 ans, contre la république d'Irlande en mai 1981 (victoire 3-1). Au niveau international, Coultard devient l'un des piliers de l'équipe d'Angleterre féminine qui participe à quatre Championnats d'Europe au cours des années 1980 et 1990. Jouant souvent avec Hope Powell, l'Angleterre atteint les demi-finales à deux reprises et est finaliste en 1984. Le couronnement de Coultard au niveau international est d'apparaître lors de la Coupe du monde 1995. Elle marque les deux premiers buts anglais dans l'histoire de cette compétition contre le Canada (victoire 3-2). Jouée en Suède, l'équipe d'Angleterre perd en quart de finale contre l'Allemagne, futur vainqueur, et sort de la compétition. Son premier et dernier Mondial. Coultard effectue sa centième sélection contre l’Écosse en 1997 et est la première joueuse à marquer pour l'équipe nationale féminine à Wembley, l'un de ces trente buts avec les Three Lionesses.
En octobre 2000, à l'âge de 37 ans, Coultard annonce sa retraite internationale pour se concentrer sur son travail d'entraîneur à la National Women's Football Academy. Son dernier match avec l'Angleterre est la victoire 1-0 contre la Suisse en mai 2000. Avec 119 sélections internationales, elle est alors la joueuse anglaise la plus capée mais aussi le second international le plus capé derrière Peter Shilton et ses 125 matchs en équipe  masculine. Coultard est aussi la première femme à passer la barre des cent sélections. 
En octobre 2006, Gillian entre dans le English Football Hall of Fame.